# 维米那勒宫
维米那勒宫（Palazzo del Viminale）是意大利罗马的一座历史建筑，建于1911-1925年，为意大利总理和内政部驻地，但在1961年总理迁往基吉宮。